# Семьяновка
Семьяновка (укр. Сем'янівка, до 2016 г. — Кротенки) — село,
Кротенковский сельский совет,
Полтавский район,
Полтавская область,
Украина.
Код КОАТУУ — 5324082401. Население по переписи 2001 года составляло 989 человек.
Является административным центром Кротенковского сельский совета, в который, кроме того, входят сёла
Олепиры,
Патлаевка,
Терновщина и
Яцынова Слободка.

## Географическое положение

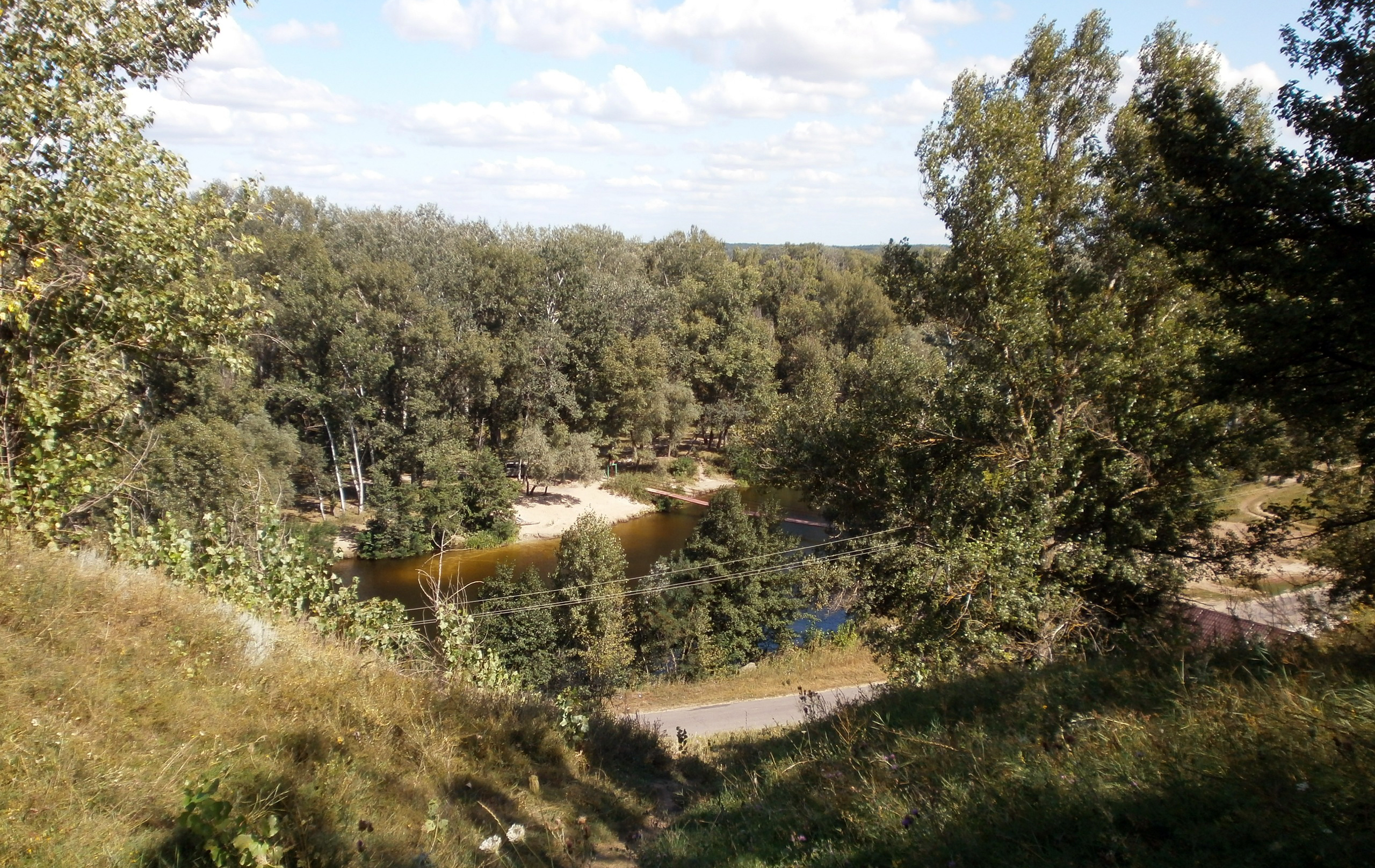

Село Семьяновка находится на правом берегу реки Ворскла, выше по течению примыкает село Петровка, ниже по течению примыкает село Патлаевка, на противоположном берегу — село Терновщина.
Рядом проходит автомобильная дорога Н-12.

## История
- 1786 год — указ Екатерины II об отнятии монастырских имений Полтавского Крестовоздвиженского монастыря, в том числе села Семёновка.

## Экономика
- ООО «ПБ Кротенки».
- «Кротенковский», пансионат.
- ООО «МП Ворскла лтд».

## Объекты социальной сферы
- Школа.

## Достопримечательности
- Памятный знак «Полтавская битва».